# Zeugma fuscinervis
Zeugma fuscinervis är en insektsart som beskrevs av Frederick Arthur Godfrey Muir 1922. Zeugma fuscinervis ingår i släktet Zeugma och familjen Derbidae. Inga underarter finns listade i Catalogue of Life.